# Caterina Ganz
Caterina Ganz (* 13. November 1995 in Moena) ist eine italienische Skilangläuferin.

## Werdegang
Ganz nahm 2014 im Fleimstal an den Junioren-Weltmeisterschaften teil und wurde dort 27. im Skiathlon und Neunte mit der Staffel. Ein Jahr später belegte sie in Almaty Platz 24 im Sprint, Rang 13 über 5 km Freistil sowie Rang 15 im Skiathlon und wurde zudem Siebte mit der Staffel. Im Dezember 2015 gab Ganz in Prémanon ihr Debüt im Alpencup. Dort platzierte sie sich mit Rang neun über 10 km Freistil und Platz sieben über 10 km klassisch bei ihren ersten beiden Starts gleich unter den besten zehn. Beim Alpencup in Planica im Januar 2016 wurde sie Fünfte über 10 km klassisch und erreichte als Zweite des 15-km-Freistilrennens ihre erste Podiumsplatzierung. In der Saison 2016/17 gewann sie die Gesamtwertung des Alpencups. Dabei holte sie vier Siege und belegte dreimal den zweiten Platz. Ihr erstes Weltcuprennen lief sie im Januar 2017 in Ulricehamn und errang dabei den 34. Platz über 10 km Freistil. Ihre besten Platzierungen bei den Nordischen Skiweltmeisterschaften 2017 in Lahti waren der 25. Platz im Skiathlon und der  neunte Rang mit der Staffel. Beim Weltcup-Finale in Québec kam sie auf den 35. Platz. In der Saison 2017/18 erreichte sie mit sieben Top-Zehn-Platzierungen den sechsten Platz in der Gesamtwertung de Alpencups. Bei den U23-Weltmeisterschaften 2018 in Goms errang sie den 33. Platz im Sprint.
In der Saison 2018/19 belegte Ganz den 20. Platz bei der Tour de Ski 2018/19 und holte dabei ihre ersten Weltcuppunkte. Beim Saisonhöhepunkt, den Nordischen Skiweltmeisterschaften 2019 in Seefeld in Tirol, lief sie auf den 40. Platz über 10 km klassisch und auf den 33. Rang im Skiathlon. Zum Saisonende kam sie beim Weltcupfinale in Québec auf den 38. Platz und erreichte abschließend den 48. Platz im Gesamtweltcup. Bei den nordischen Skiweltmeisterschaften in Oberstdorf zwei Jahre später, lief sie auf den 30. Platz im Sprint und auf den 24. Rang im Skiathlon. In der Saison 2021/22 kam sie bei der Tour de Ski 2021/22 auf den 20. Platz und nahm bei den Olympischen Winterspielen 2022 in Peking an sechs Rennen teil. Ihre besten Platzierungen dabei waren der 30. Platz im Sprint und der achte Rang mit der Staffel.

## Siege bei Continental-Cup-Rennen
| Nr. | Datum             | Ort         | Disziplin                       | Serie    |
| --- | ----------------- | ----------- | ------------------------------- | -------- |
| 1.  | 11. Dezember 2016 | Valdidentro | 10 km Freistil                  | Alpencup |
| 2.  | 17. Dezember 2016 | Goms        | 10 km klassisch Individualstart | Alpencup |
| 3.  | 17. Februar 2017  | Zwiesel     | Sprint klassisch                | Alpencup |
| 4.  | 19. Februar 2017  | Zwiesel     | 10 km Verfolgung klassisch 1    | Alpencup |

## Teilnahmen an Weltmeisterschaften und Olympischen Winterspielen

### Olympische Spiele
- 2022 Peking: 8. Platz Staffel, 13. Platz Teamsprint klassisch, 30. Platz Sprint Freistil, 35. Platz 10 km klassisch, 42. Platz 15 km Skiathlon, 45. Platz 30 km Freistil Massenstart

### Nordische Skiweltmeisterschaften
- 2017 Lahti: 9. Platz Staffel, 24. Platz 15 km Skiathlon, 28. Platz 10 km klassisch, 28. Platz 10 km klassisch
- 2019 Seefeld in Tirol: 33. Platz 15 km Skiathlon, 40. Platz 10 km klassisch
- 2021 Oberstdorf: 24. Platz 15 km Skiathlon, 30. Platz Sprint klassisch
- 2023 Planica: 30. Platz 15 km Skiathlon
- 2025 Trondheim: 5. Platz Teamsprint klassisch, 7. Platz Staffel, 15. Platz 10 km klassisch, 36. Platz 20 km Skiathlon

## Platzierungen im Weltcup

### Weltcup-Statistik
Die Tabelle zeigt die erreichten Platzierungen im Einzelnen.
- 1.–3. Platz: Anzahl der Podiumsplatzierungen
- Top 10: Anzahl der Platzierungen unter den ersten zehn
- Punkteränge: Anzahl der Platzierungen innerhalb der Punkteränge
- Starts: Anzahl gelaufener Rennen in der jeweiligen Disziplin
- Hinweis: Bei den Distanzrennen erfolgt die Einordnung gemäß FIS.

| Platzierung               | Distanzrennen a | Distanzrennen a | Distanzrennen a | Distanzrennen a | Distanzrennen a | Skiathlon Verfolgung | Sprint | Etappen- rennen b | Gesamt | Team c | Team c  |
| Platzierung               | ≤ 5 km          | ≤ 10 km         | ≤ 15 km         | ≤ 30 km         | > 30 km         | Skiathlon Verfolgung | Sprint | Etappen- rennen b | Gesamt | Sprint | Staffel |
| ------------------------- | --------------- | --------------- | --------------- | --------------- | --------------- | -------------------- | ------ | ----------------- | ------ | ------ | ------- |
| 1. Platz                  |                 |                 |                 |                 |                 |                      |        |                   |        |        |         |
| 2. Platz                  |                 |                 |                 |                 |                 |                      |        |                   |        |        |         |
| 3. Platz                  |                 |                 |                 |                 |                 |                      |        |                   |        |        |         |
| Top 10                    |                 |                 |                 |                 |                 |                      |        |                   |        | 2      | 7       |
| Punkteränge               |                 | 27              | 4               | 11              | 2               | 11                   | 29     | 4                 | 88     | 4      | 8       |
| Starts                    |                 | 47              | 4               | 13              | 2               | 18                   | 37     | 12                | 133    | 4      | 8       |
| Stand: Saisonende 2024/25 |                 |                 |                 |                 |                 |                      |        |                   |        |        |         |

### Weltcup-Gesamtplatzierungen
| Saison  | Gesamt | Gesamt | Distanz | Distanz | Sprint | Sprint |
| Saison  | Punkte | Platz  | Punkte  | Platz   | Punkte | Platz  |
| ------- | ------ | ------ | ------- | ------- | ------ | ------ |
| 2018/19 | 137    | 48.    | 78      | 37.     | 15     | 56.    |
| 2021/22 | 155    | 36.    | 45      | 42.     | 66     | 35.    |
| 2022/23 | 544    | 38.    | 272     | 34.     | 176    | 41.    |
| 2023/24 | 730    | 31.    | 459     | 26.     | 157    | 41.    |
| 2024/25 | 696    | 25.    | 397     | 23.     | 185    | 35.    |